# لوزا (بلغارستان)
لوزا (به بلغاری: Loza) یک منطقهٔ مسکونی در بلغارستان است که در شهرستان گابروو واقع شده‌است.